# 西南兵器工業公司
西南兵器工業公司，簡稱西南公司中國兵器裝備集團旗下公司，位於中国重慶市，是在1992年成立。
主要業務从事汽车、销售与服务、房地产开发、酒店经营、汽摩零部件生产与销售。
現任董事長邹文超，總經理為赵德恩。

## 外部連結
- 西南兵器工業公司 （页面存档备份，存于）